# Projecte Raval 6000 anys d'història
El Projecte Raval 6000 anys d'història és un projecte creat l'any 2014, i impulsat per la Institució Milà i Fontanals del Consell Superior d'Investigacions Científiques, amb l'objectiu de descobrir la prehistòria al barri d'El Raval de Barcelona i acostar l'arqueologia i la prehistòria del barri als ciutadans de Barcelona.
El projecte, que comptà amb la participació de l'Ajuntament de Barcelona, l'Eix Comercial del Raval, el Casal de Barri Folch i Torres i el Raval Cultural, va pretendre fer visible la prehistòria al barri d'El raval a través de tallers, xerrades o demostracions sobre les tècniques per fer eines, treballar la ceràmica o cuinar pa.
El projecte descobrí la història i l'arqueologia d'aquest barri, que va rebre els primers pobladors fa 5.500 anys, quan els pastors i agricultors del Neolític van arribar a aquest espai, atrets per les “ries abundants”, un terra “adequat per a l'agricultura i el bestiar” i la proximitat amb la muntanya de Montjuïc, d'on extreien la pedra per elaborar eines. Aquests pobladors també eren recol·lectors i practicaven la pesca i la caça. Sant Pau del Camp (5500 aC) o les restes de la plaça de la Reina Amàlia (4700-4300 aC), són jaciments arqueològics del Neolític rellevants de la prehistòria barcelonina. Algunes de les restes que s'hi han trobat, com peces decorades amb les petxines del “Cardium edule” (escopinya) o destrals polides, que es poden veure al Museu d'Història de Barcelona. Per donar a conèixer aquests aspectes, "Raval, 6.000 anys d'història" organitzà diverses i variades activitats i conferències dirigides a tots els públics, a centres cívics, institucions acadèmiques i centres d'investigació. Mercats, forns i restaurants del barri també s'implicaren amb la iniciativa.